# Талышский орнамент
Талышский орнамент (тал. Tološa ornament) — традиционный элемент декоративно-прикладного искусства Талышского региона, отражающий культурные особенности талышского народа.
Можно увидеть данный орнамент на керамических изделиях, например, на посуде, датированной IV веком до н. э.. На них искусно выполнен резной орнамент с животными различных видов: оленей, коров, уток и гусей. Некоторые из открытых горшков и ваз имеют крошечные скульптуры в виде своеобразных подобий ручек.
Орнамент на посуде обычно состоит из чётких геометрических линий или же отображает эпизоды обыденной жизни талышей. Изображения в рельефе плуга, пшеницы и сцены с пахотой доказывает превалирующее влияние культа земледелия.
На коврах талыши кроме цветов, колонн и арок использовали цитаты из религиозной литературы. Одним из ведущих орнаментов в талышском ковровом искусстве считается стилизованное изображение «чалтик» (колос), известное как Толоши холча. Сложные узоры соединяются друг с другом тонкими «горлышками», создавая шестиугольные медальоны.